# ديفيدسون تشارلز
ديفيدسون تشارلز (بالفرنسية: Davidson Charles)‏ (28 مارس 1983 بكاباريت في هايتي - ) هو لاعب كرة قدم هايتي في مركز الهجوم. شارك مع منتخب هايتي لكرة القدم. أما مع النوادي، فقد لعب مع راسينغ كولومب ونادي الصفاء ونادي النجم الأحمر سانت أوين ونادي إنتينت ونادي ليموج وLevallois SC ‏ وSAS Épinal ‏ وASA Issy ‏.

## وصلات خارجية
- ديفيدسون تشارلز على موقع قاعدة بيانات كرة القدم.إي يو (الإنجليزية)
- ديفيدسون تشارلز على موقع ناشيونال فوتبول تيمز (الإنجليزية)